# Beagle 3
A Beagle 3 (vagy Beagle 2:Evolution) a Mars Express brit gyártmányú leszállószondájának, a sikertelen Beagle 2-nek az utóda, amelyet 2009-ben indítottak volna a Marsra az Aurora-program egyik küldetésén, de végül törölték a programot. A leszállóegység megtartotta eredeti korong alakját, de sokat változtattak is a terveken. Kevesebb napelemmel működött volna. A landoláskor valós idejű adatokkal látta volna el a földi irányítást X-sávos rendszerrel. Légzsákokkal szállt volna le. Tömege 131 kg lett volna.

## Lásd még
- Mars-kutatás
- Élet a Marson